# Shadow Lass
Shadow Lass (Chica Sombra)  es una superheroína que aparece en libros publicados por DC Comics. Apareció por primera vez como una estatua en Adventure Comics #354 (marzo de 1967), y fue creada por Jim Shooter y Curt Swan. Se la llamaba Shadow Woman, se la representaba como caucásica y como si hubiera muerto en acción defendiendo el asteroide científico, en una historia de Legión para adultos. Su primera aparición oficial es Adventure Comics #365 (febrero de 1968).

## Biografía del personaje
Su verdadero nombre es Tasmia Mallor y su mundo natal es Talok VIII. El nombre de su madre es Tarna Tolarn-Mallor. Tiene el poder de proyectar oscuridad. Como todos los talokianos nativos de Talok VIII, tiene la piel azul oscuro y las orejas puntiagudas. Los talokianos de Talok III como Mikaal Tomas tienen la piel de color azul claro. Ella y su primo Grev (Shadow Kid) recibieron sus poderes de sus antepasados, cuyos espíritus residen en una cueva en Talok VIII (los talokianos practican el culto a los antepasados). Como sus ancestros antes que ella de los últimos mil años, Tasmia es la campeona hereditaria en la sombra de Talok VIII. Sus antepasados del siglo XX, Lydea Mallor y Lyrissa Mallor, también fueron campeonas en la sombra y miembros de la fuerza policial interestelar L.E.G.I.O.N.
Su primo Grev, que también ejercía el poder de las sombras gracias a su línea de sangre, se unió a la Academia de la Legión como Shadow Kid, aunque sabía que nunca podría unirse al equipo mientras ella fuera un miembro activo (debido a las reglas de LSH con respecto a la duplicación de poderes), esperaba estar mejor preparado para proteger a Talok en ausencia de Tasmia.
Shadow Lass se unió a la Legión después de que su mundo natal fuera invadido por los Cinco Fatales. Ella ayudó a la Legión a derrotarlos. Después de unirse, se involucró románticamente con Lar Gand y finalmente se casó con él después de que él fuera herido de muerte luchando contra el Time Trapper como parte de la conspiración para vengar la muerte de Superboy a manos del Trapper. Su matrimonio fue difícil durante muchos años a pesar de sus fuertes sentimientos el uno por el otro, y Tasmia se puso de luto cuando murió Gand. El luto fue temporal, ya que él regresó a ella, habitado brevemente por la esencia de Time Trapper, hasta que una batalla catastrófica borró a Trapper de la existencia y reescribió por completo la realidad.

### Reinicio de 1994
En 1994, tras el evento de la Hora Cero, se reinició la continuidad de la Legión de Super-Héroes. En esta historia, Shadow Lass usó el nombre en clave Umbra y exhibió una actitud mucho más agresiva y profesional. Si bien Umbra nunca se involucró con la reinvención Post-ZH de Lar Gand, hizo varios intentos para llamar su atención, solo para ser rechazada.

#### Empoderamiento
Tasmia Mallor fue la última de una larga línea de Shadow Champions de Talok VIII. Al nacer, la separaron de su madre, la actual Campeona, en un intento por asegurarse de que ningún accidente o ataque pudiera afectarlos a ambos, y la vio solo siete veces durante su vida, todas en solemnes ceremonias en las que tenían prohibido hablar. A medida que crecía, fue criada por sacerdotes y entrenada en combate y entrenada en el orden de su línea de sangre.
Finalmente, un día, su madre murió en la batalla y la llevaron ante los líderes de las doce tribus de Talok VIII, la única vez que se congregaron pacíficamente, antes de ingresar a la Cueva de las Sombras, donde se encontró con los espíritus de su madre y el otro. campeones anteriores. Después de que la regañaran por nunca preguntarse cómo murió su madre, ella tomó en serio su consejo de proteger a Talok VIII (pero no su advertencia contra el egocentrismo) y le dijeron que se pusiera al poder.
Al salir de la cueva, encontró a los habitantes de Talok VIII de rodillas, esperando una señal, que ella proporcionó cuando soltó a las Sombras. Después de eso, se convirtió en Campeona, usando su posición para dar órdenes a líderes y sacerdotes, todo en mantenimiento de las Viejas Costumbres. Esto duró hasta que llegó la nave.
La nave de United Planets llegó en son de paz, haciendo proselitismo de los beneficios de ser miembro de UP. Enviada a saludar a los "invasores", no entendió nada de eso, y se dispuso a desmantelar el barco y la tripulación "espantosos". A pesar de sus mejores esfuerzos, provocó una explosión que provocó el colapso del tren de aterrizaje de la nave. Después de eso, los sacerdotes (que ya habían estado albergando dudas sobre la "fanática") la mantuvieron drogada hasta que se completaron las negociaciones de ingreso a la UP. Profundamente perturbada por la afluencia cultural y la "capitanía" de Talok, finalmente fue "despedida" y se le dijo que estudiara la galaxia para "abrir su mente".

#### Legión
Eventualmente se dirigió a la Tierra, ingresó a las pruebas de la Legión y fue aceptada como Umbra, aunque su actitud brusca irritó a Sensor. Como parte de la Legión, luchó contra Mordru y luego desempeñó un papel clave en la salvación de Wildfire, a pesar de que, después de su feroz compasión inicial, le disgustaba la idea de la integración forzosa de sus dos almas originales.

#### Ruina
Mucho más tarde, la Ruina esclavizó a la mayor parte de la Tierra, incluidos todos los legionarios, excepto unos pocos. Umbra no estaba entre estos fugitivos. Cuando fue liberada, comenzó a tener un colapso mental, provocado no solo por el hecho de su esclavitud y lo que se había visto obligada a hacer, sino por el hecho de que el toque de la Ruina en su mente había significado que lo disfrute ella. Poco después, se convirtió en uno de los legionarios perdidos en una grieta espacial y catapultado a otra galaxia.
Allí, se volvió más dura y fría que nunca en lugar de derrumbarse por completo y mostrar el miedo que ahora la guiaba, mientras las voces de sus ancestros desde la sombra se volvían débiles y difíciles de entender. Luego, Saturn Girl trató de calmarla telepáticamente, y todo salió mal: una matriz telepática sobre todo un planeta interfirió con sus poderes, y el resultado dejó a Saturn Girl en coma, una criatura sombría alimentada por Umbra y el dolor y la combinación de Saturn Girl de miedo suelto en la nave, y una Umbra completamente sin dolor ni ansiedad, dejando solo ira y arrogante confianza en sí mismo.
Bajó al planeta, donde comenzó a luchar contra Singularity (un ser parecido a Superman), para quien se mantenía la ilusión telepática que había causado el problema (para evitar que causara problemas en el planeta real de su raza). Cuando Ultra Boy y Monstress bajaron a buscarla, ella también comenzó a luchar contra ellos. Finalmente, Singularity la noqueó mientras que la Legión, después de haber capturado a la criatura de las sombras y darse cuenta de lo que era, eliminó la ilusión, lo que provocó que Singularity fuera a buscar su planeta original. Luego, Brainiac 5 logró restaurar las mentes de Umbra y Saturn Girl, y Umbra finalmente se echó a llorar.

#### Recuperación
Después de esto, finalmente comenzó a curarse de todo lo que le había sucedido, hasta que, después de que lograron regresar al espacio UP, su poder se cortó misteriosamente. Para averiguar qué había sucedido, finalmente regresó a Talok VIII por primera vez desde su despido. Allí encontró un planeta completamente envuelto en sombras, y una sombra que la dejó inconsciente. Shadow Maven, uno de los sacerdotes que la había entrenado, la encontró y le dijo que después de su pérdida en la grieta, la habían creído muerta y lograron empoderar a su "primo lejano Grev" con las sombras mediante el uso de tecnología, e hizo que cubriera el planeta por completo, retirándose de los Planetas Unidos.
Enfadada por la idea de que tal como había aceptado la galaxia que Talok le había dado la espalda, fue a enfrentarse a Grev. La sombra volvió gradualmente hacia ella, hasta que abrió el traje que Grev usaba para controlar la sombra y encontró un cadáver marchito adentro, ya que no había podido soportar ser un conducto para la Sombra, mientras el traje funcionaba en su último programa programado de directivas. Ella echó la capa de sombra del planeta y pasó un tiempo allí antes de regresar a la Legión.

### Reinicio de 2004
En 2004, se reinició nuevamente la continuidad de la Legión. Shadow Lass ha aparecido en esta reinvención, pero poco se ha revelado sobre esta versión del personaje. Se la representa como una guerrera muy agresiva. En un momento, ella estaba en una relación con Karate Kid, pero se habían separado cuando comenzó la serie. Ella ha estado saliendo con Ultra Boy.
Cuando la Legión visitó Talok VIII, se sorprendieron del grado de favor que tenía Shadow Lass, incluido un gran banquete en su honor. Tasmia explicó que si el Campeón de las Sombras no aceptaba tales regalos, la gente la vería como distante. No obstante, esto inspiró a Atom Girl a sugerir que Shadow Lass se presentara como líder de la Legión en una plataforma de hedonismo.
Tasmia también tiene una rivalidad amistosa con Grev, quien en esta continuidad es su hermano, en lugar de su primo.

### Post-Crisis Infinita: Retroboot Legion
Los eventos de la miniserie Crisis infinita aparentemente han restaurado un análogo cercano de la Legión Pre-Crisis a la continuidad, como se ve en el arco de la historia "The Lightning Saga" en Justice League of America y Justice Society of America, y en el arco de la historia "Superman and the Legion of Super-Heroes" en Action Comics. Shadow Lass está incluido en su número y se encuentra entre el grupo de legionarios que ayudan a Superman a derrotar a la villana Liga de la Justicia de la Tierra en la historia de "Action Comics".
Durante el reinado xenófobo de la Liga de la Justicia de la Tierra, Night Girl y Shadow Lass trabajaron con Timber Wolf y Lightning Lass para ayudar a miles de extraterrestres a escapar de la Tierra a sus planetas de origen a través de una zona de portal interestelar "subterránea". Shady también presenta una versión reelaborada de su clásico bikini de la era Grell en el arco de Action Comics, y usa sus poderes para proyectar sombras junto con la súper fuerza de Night Girl, que solo está en la oscuridad.
Shadow Lass se muestra de manera prominente en la imagen teaser de la miniserie " Final Crisis: Legion of Three Worlds ", usando sus poderes para mantener a Mordru y Saturn Queen en la oscuridad.
En el primer número de " Final Crisis: Legion of Three Worlds ", Shadow Lass, junto con sus compañeras legionarias Phantom Girl y Lightning Lass, rescatan a Mon-El de la Zona Fantasma, donde había sido encarcelado por  Earth-Man y la malvada Liga de la Justicia de la Tierra. Al salir de la Zona, Mon-El vuelve a sufrir los efectos del envenenamiento por plomo, pero como en el pasado, es inoculado con un antídoto creado por Brainiac 5.
Recientemente, en el número 2 del nuevo cómic Legion, Shadow Lass parece haber roto con Mon-El, sin dar ninguna razón real. En el n. ° 5, se la ve en la cama con el xenófobo reformado Earth-Man. Cuando se enteró de que Mon-El había sido elegido para ser Green Lantern, se sintió un poco inquieta al respecto. Sin embargo, Mon-El le dijo que, aunque es parte del Cuerpo, la Legión y la Tierra siempre serán su familia.
En la secuela de "Watchmen" "Doomsday Clock", Shadow Lass se encuentra entre los miembros de la Legión de Super-Héroes que aparecen en el presente después de que el Doctor Manhattan deshiciera el experimento que borró la Legión de Super-Héroes y la Sociedad de la Justicia de América.

## Poderes y habilidades
Shadow Lass en todas sus encarnaciones puede lanzar campos oscuros que bloquean toda la luz. Estos pueden ser completos, inutilizando efectivamente todas las fuentes de luz dentro del área, o huecos para permitir que se ilumine el interior. También puede solidificar estos campos, para usarlos como un arma más directa.
También es una experta combatiente cuerpo a cuerpo y puede ver en completa oscuridad (tanto en la suya propia como en la de otros).

## Equipamiento
Como miembro de la Legión de Super-Héroes, se le proporciona un anillo de vuelo de la Legión. Le permite volar y la protege del vacío del espacio y otros entornos peligrosos.

## En otros medios

### Televisión
Shadow Lass hace un cameo en el episodio de Liga de la Justicia Ilimitada, "Far From Home".

### Película
- Shadow Lass hace un cameo en la escena final de Justice League vs. The Fatal Five, como uno de los legionarios que viaja al siglo XXI para honrar a su miembro caído Star Boy.
- Shadow Lass aparece en la película Legion of Super-Heroes de Tomorrowverse de 2023, con la voz de Victoria Grace.[6][7]Esta versión, ella es miembro del consejo de la Academia de la Legión.

### Videojuegos
Shadow Lass aparece como un personaje invocado en Scribblenauts Unmasked: A DC Comics Adventure.

### Varios
- Shadow Lass aparece en Adventures in the DC Universe #10.[9]
- Shadow Lass aparece en el one-shot comic Batman '66 Meets the Legion of Super-Heroes.[10]